# 吕梁大武机场
呂梁大武機場是一座位於中國山西省呂梁市的機場，位於方山縣大武鎮西北，距吕梁市區约20.5公里，距城市规划边缘约9公里。地面标高1167.4米，占地面积2672亩。吕梁机场地处典型的湿陷性黄土地区，是目前国内施工难度最大、土方量最大、填方最多的支线机场。机场建设中，共搬12座山，填22条沟，累计挖填方6000多万方。目前属于山西航空产业集团公司。

## 历史沿革
2007年6月1日，民航总局批复吕梁大武为吕梁民用机场工程选址。機場在2009年3月21日動工，屬於十一五規劃的一部分，中國共投資了7.64億人民幣建設。最終於2013年完工，2014年1月26日正式啟用。
2013年7月17日，按照山西省委、省政府全省机场一体化的战略，山西省民航机场集团公司与吕梁市政府签订了吕梁机场托管协议，山西省民航机场集团公司全权负责经营和管理。当年9月4日吕梁机场公司正式成立，9月26日、10月21日-10月24日顺利进行了两次校飞，12月10日首次试飞成功， 2014年1月22日取得了机场使用许可证，2014年1月26日吕梁机场顺利通航。
2013年5月，吕梁机场先后开通了北京和上海航线。2014年底，吕梁机场旅客吞吐量达到10万人次。
2015年，吕梁机场首次与华夏航空合作开展飞行训练业务。
2017年，吕梁机场完成运输起降架次3344架次，同比增长15.07%，完成本年计划（2900架次）的115.31%；旅客吞吐量275786人次，同比增长28.99%，完成本年计划（230000人次）的119.91%；货邮吞吐量43.4吨，同比增长111.71%，完成本年计划（35吨）的124.00%。机场巴士也在同年开通。
2018年，吕梁机场完成运输起降架次4214架次同比增长26.02％，旅客吞吐量367304人次同比增长33.18％，货邮吞吐量103.2吨同比增长137.79％。
2019年，吕梁机场完成运输起降架次4804架次，同比增长14.09%，旅客吞吐量 458481人次，同比增长24.8%，货邮吞吐量235吨，同比增加127.7%。

## 設施
大武机场擁有一個長2,600公尺、寬45公尺的跑道，屬於4C級。此外，航站楼佔地13,000平方公尺，計畫在2020年達成20萬乘客數及運輸貨物900噸的目標。
大武机场目前启用了3个登机口，1个头等舱休息室。

## 航空公司与航点
| 目的地    | 航班号                                      | 航程          | 班期             |
| --------- | ------------------------------------------- | ------------- | ---------------- |
| 北京/首都 | 中国国际航空公司 CA1144/3                   | 吕梁-北京首都 | 每天一班         |
| 北京/大兴 | 中国联合航空 KN5129/30                      | 吕梁-北京大兴 | 每天一班         |
| 昆明      | 中国联合航空 KN5589/90                      | 吕梁-昆明     | 每天一班         |
| 成都天府  | 四川航空 3U6862/1                           | 吕梁-成都天府 | 每天一班         |
| 重庆      | 华夏航空 G52892/1                           | 吕梁-重庆     | 周一、三、五、日 |
| 天津      | 华夏航空 G52891/2                           | 吕梁-天津     | 周一、三、五、日 |
| 沈阳      | 成都航空 EU1847/8                           | 吕梁-沈阳     | 周一、三、五、日 |
| 贵阳      | 成都航空 EU1848/7                           | 吕梁-贵阳     | 周一、三、五、日 |
| 上海/浦东 | 中国东方航空 MU5142/1                       | 吕梁-上海浦东 | 周一、三、五、日 |
| 烟台      | 天津航空 GS7754/3                           | 吕梁-烟台     | 周一、三、五、日 |
| 大连      | 天津航空 GS6426/5                           | 吕梁-天津     | 周二、四、六     |
| 西安      | 天津航空 GS6425/6                           | 吕梁-西安     | 周二、四、六     |
| 重庆      | 华夏航空 G52838/7                           | 吕梁-重庆     | 周二、四、六     |
| 沈阳      | 华夏航空 G52837/8                           | 吕梁-沈阳     | 周二、四、六     |
| 太原尧城  | 三晋通用航空 XX1613/14                      | 尧城-吕梁     | 每天一班         |
| 临汾      | 三晋通用航空 XX1643/44                      | 临汾-吕梁     | 每天一班         |
| 大同      | 三晋通用航空 XX1651/3 三晋通用航空 XX1652/4 | 吕梁-大同     | 每天一班         |

## 机场公共交通
目前吕梁大武机场提供机场大巴服务，每日根据航班进出港状况安排班次运营。市内的始发站位于吕梁国际宾馆。

## 机场数据统计
| 年份 | 旅客吞吐量 | 货物吞吐量 | 起飞架次 |
| ---- | ---------- | ---------- | -------- |
| 2014 | 101729     |            |          |
| 2015 | 140959     |            |          |
| 2016 | 213797     |            |          |
| 2017 | 275786     |            |          |
| 2018 | 367304     |            |          |
| 2019 | 458481     |            |          |
| 2020 | 326864     | 221.5      | 6695     |
| 2021 | 379659     | 682.2      | 6381     |
| 2022 | 214809     | 82.3       | 3856     |
| 2023 | 570197     | 439.2      | 8035     |

- 数据来源：中国民航局网站及历年数据统计报告。[5]